# Procris acaulis
Procris acaulis är en nässelväxtart som först beskrevs av Joseph Dalton Hooker, och fick sitt nu gällande namn av B.J.Conn och Hadiah. Procris acaulis ingår i släktet Procris och familjen nässelväxter. Inga underarter finns listade i Catalogue of Life.